# رودي فوكس
رودي فوكس (بالهولندية: Rudi Fuchs)‏ هو مؤرخ الفن هولندي، ولد في 28 أبريل 1942 في آيندهوفن في هولندا.